# Strobilacanthus
- Commons
- Wikispecies

Strobilacanthus Griseb., 1858, segundo o Sistema APG II, é um gênero botânico da família Acanthaceae, originário do Panamá.

## Espécie
Strobilacanthus lepidospermus